# Jacksonia racemosa
Jacksonia racemosa är en ärtväxtart som beskrevs av Meissner. Jacksonia racemosa ingår i släktet Jacksonia och familjen ärtväxter. Inga underarter finns listade i Catalogue of Life.